# Kanumarathon-Europameisterschaften 2009
Die 8. Kanumarathon-Europameisterschaften fanden vom 25. bis 26. Juli 2009 im polnischen Ostróda statt. Der austragende Verband war die ECA.
Es wurden vier Wettbewerbe für Männer und zwei Wettbewerbe für Frauen ausgetragen.

## Medaillengewinner

### Herren

#### Canadier
Distanz jeweils 25,8 km
| Disziplin | Gold                            | Zeit      | Silber                                | Zeit      | Bronze                            | Zeit      |
| --------- | ------------------------------- | --------- | ------------------------------------- | --------- | --------------------------------- | --------- |
| C1        | Frankreich Mathieu Beugnet      | 2:06:54 h | Deutschland Matthias Ebhardt          | 2:07:19 h | Deutschland Michael Franz         | 2:09:28 h |
| C2        | Spanien Óscar Graña Ramón Ferro | 1:56:49 h | Spanien Ángel Rivademar David Mascató | 1:58:05 h | Ungarn Ádám Devecseri András Vass | 2:03:03 h |

#### Kajak
Distanz jeweils 30,1 km
| Disziplin | Gold                                    | Zeit      | Silber                              | Zeit      | Bronze                                 | Zeit      |
| --------- | --------------------------------------- | --------- | ----------------------------------- | --------- | -------------------------------------- | --------- |
| K1        | Spanien Manuel Busto                    | 2:10:38 h | Portugal José Ramalho               | 2:10:39 h | Frankreich Cyrille Carré               | 2:12:03 h |
| K2        | Spanien Emilio Merchán Álvaro Fernández | 2:02:53 h | Ungarn Attila Jambor Mate Petrovics | 2:03:46 h | Tschechien Tomáš Ježek Michael Odvárko | 2:03:47 h |

### Damen

#### Kajak
Distanz jeweils 25,8 km
| Disziplin | Gold                                         | Zeit      | Silber                              | Zeit      | Bronze                             | Zeit      |
| --------- | -------------------------------------------- | --------- | ----------------------------------- | --------- | ---------------------------------- | --------- |
| K1        | Ungarn Renata Csay                           | 2:02:49 h | Deutschland Miriam Frenken          | 2:03:11 h | Dänemark Birgit Pontoppidan        | 2:05:25 h |
| K2        | Dänemark Birgit Pontoppidan Jeanette Løvborg | 1:56:46 h | Ungarn Alexandra Bara Kinga Gutyina | 1:56:57 h | Ungarn Nora Szilvasy Timea Horvath | 1:57:28 h |

## Medaillenspiegel
| Rang   | Nation      | Gold | Silber | Bronze | Gesamt |
| ------ | ----------- | ---- | ------ | ------ | ------ |
| 1      | Spanien     | 3    | 1      | 0      | 4      |
| 2      | Ungarn      | 1    | 2      | 2      | 5      |
| 3      | Dänemark    | 1    | 0      | 0      | 1      |
| 3      | Frankreich  | 1    | 0      | 0      | 1      |
| 5      | Deutschland | 0    | 2      | 1      | 3      |
| 6      | Portugal    | 0    | 1      | 0      | 1      |
| 6      | Tschechien  | 0    | 0      | 1      | 1      |
| Gesamt | Gesamt      | 6    | 6      | 6      | 18     |